# Jorginho (ur. 1959)
Jorginho, właśc. Jorge Antônio Puttinatti lub Jorginho Putinatti (ur. 23 sierpnia 1959 w Marílii) – brazylijski piłkarz, występujący podczas kariery na pozycji ofensywnego pomocnika.

## Kariera klubowa
Karierę piłkarską rozpoczynał w klubie Marílii AC w 1978. W latach 1979–1987 był zawodnikiem SE Palmeiras. W lidze brazylijskiej zadebiutował 2 grudnia 1979 w wygranym 5:1 meczu z Comercialem Ribeirão Preto. Był to udany debiut, gdyż Jorginho strzelił jedną z bramek. W 1988 był zawodnikiem lokalnego rywala Palmeiras - Corinthians Paulista oraz Fluminense FC. W latach 1988–1989 występował w Grêmio Porto Alegre.
W Grêmio zdobył swoje jedyne trofeum podczas kariery - mistrzostwo stanu Rio Grande do Sul – Campeonato Gaúcho w 1989. W latach 1989–1990 miał krótkie epizody we Guarani FC, Santosie FC, Fluminense FC i XV de Piracicaba. W Santosie 10 grudnia 1989 w przegranym 0:1 meczu z Botafogo FR Jorginho po raz ostatni wystąpił w lidze. Ogółem w latach 1979–1989 wystąpił w lidze w 140 meczach i strzelił 29 bramki. W 1990 wyjechał do Japonii i do zakończenia kariery w 1994 występował w Toyota Motors, która w 1993 zmieniła nazwę na /Nagoya Grampus Eight.

## Kariera reprezentacyjna
W reprezentacją Brazylii Jorginho zadebiutował 8 czerwca 1983 w wygranym 4:0 towarzyskim meczu z reprezentacją Portugalii. W tym samym roku uczestniczył w turnieju Copa América 1983, na którym Brazylia zajęła drugie miejsce. Na turnieju wystąpił we wszystkich ośmiu meczach Ekwadorem (dwa razy), Argentyną (dwa razy) oraz po dwa razy z Paragwajem w półfinale i Urugwajem w finale (bramka w drugim meczu). Ostatni mecz w reprezentacji Jorginho wystąpił 15 maja 1985 w przegranym 0:1 towarzyskim meczu z reprezentacją Kolumbii. Ogółem w reprezentacji wystąpił w 16 meczach i strzelił 2 bramki.